# Хлопчатник
Хлопча́тник (лат. Gossypium) — род семейства Мальвовые (Malvaceae). Древесные и травянистые, многолетние, двулетние и однолетние растения, происходящие из тропических и субтропических районов Азии, Америки, Африки и Австралии. Культурные формы в промышленных масштабах выращивают по всему свету как прядильные растения. Является источником растительных волокон для текстильной промышленности — хлопка.
По информации базы данных The Plant List (2013), род включает 54 вида.

## Ботаническое описание
Виды рода Хлопчатник — одно- или двулетние травянистые растения высотой до 1—2 м с очень ветвистыми стеблями. Корневая система стержневая, корень уходит в грунт на глубину от 30 см, у некоторых сортов достигает трёх метров.
Листья очерёдные, с длинными черешками, чаще 3—5-лопастные.
Цветки одиночные, многочисленные, различной окраски. Цветок состоит из венчика с тремя — пятью широкими и сросшимися лепестками и двойной пятизубчатой зелёной чашечки, окружённой трёхлопастной обёрткой, которая во много раз длиннее чашечки. Многочисленные тычинки срастаются в трубку.
Формула цветка: {\displaystyle \ast K_{3+(5)}\;C_{5}\;A_{(\infty )}\;G_{({\underline {5}})}}
Плод — коробочка, иногда более круглая, в других случаях овальная, 3—5-раздельная, растрескивающаяся вдоль створок, с многочисленными тёмно-бурыми семенами внутри неё, покрытыми на поверхности мягкими извилистыми волосками — хлопком. Разделяют два вида хлопковых волосков. Они могут быть длинными и пушистыми или же короткими и ворсистыми — так называемый линт, хлопковый пух. На семени в зависимости от сорта и условий выращивания могут быть как оба типа волосков, так и только длинные. У диких видов длинных волосков нет. Семя хлопчатника, покрытое плотной кожурой, содержит в себе зародыш, состоящий из корешка и двух семенных долей.

## Происхождение
Принято выделять два очага появления культуры хлопчатника. Родиной хлопчатника древовидного и хлопчатника травянистого, возможно, является Индия. Другие культурные виды — хлопчатник барбадосский и хлопчатник обыкновенный, скорее всего, появились в Америке, однако затем широко распространились.

## Классификация

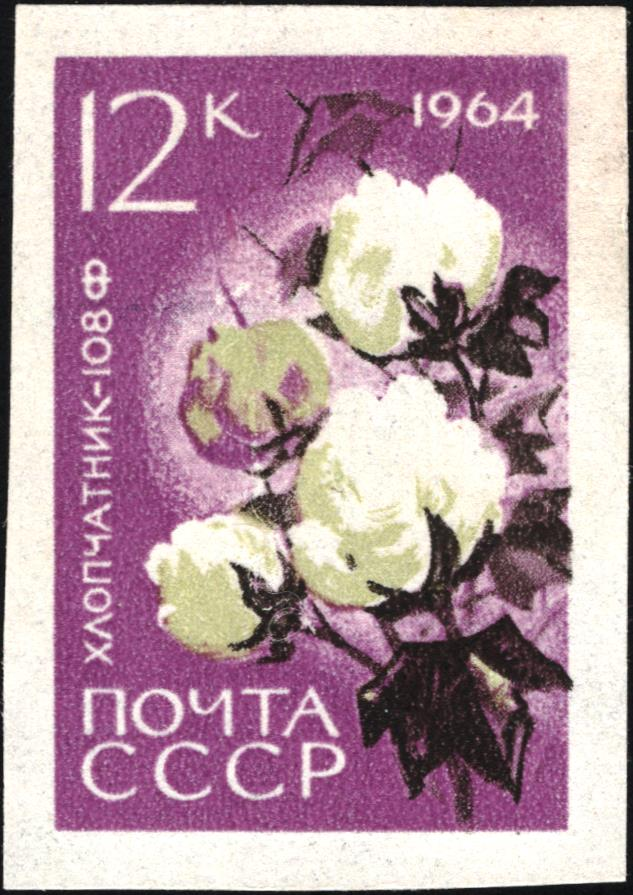
Почтовая марка СССР, 1964 год. Сельскохозяйственные культуры СССР. Хлопчатник «108-Ф»

По причине разнообразия видов хлопчатника и очень лёгкой изменчивости и перехода, как различных видов, так и отдельных органов в другие, при изменении климата, почвы, путём перекрёстного опыления получаются всё новые и новые разновидности. Поэтому все попытки ботаников классифицировать и подразделить род Gossypium по научным и строго определённым видам долгое время не приносили успеха. Линней считал всего от 3 до 6 видов, Парлаторе до 7, Декандоль до 13. Некоторые насчитывали уже до 42, 52 и даже до 88. Другие как, например, М. Дж. Ватс, признавал только два вида: американский и азиатский, которые физиологически смешаться не могут. Ройль основных видов признавал четыре, и его классификация долгое время считалась вполне удовлетворительной.
Генетические исследования показали, что род хлопчатника состоит из двух групп растений, различающихся числом хромосом в клетке. Большинство видов хлопчатника диплоидные, то есть обладают двойным набором хромосом. В другой группе — тетраплоидные растения, в неполовых клетках которых 52 хромосомы, то есть 4 набора по 13 хромосом. Экспериментально были получены также триплоидные и гексаплоидные образцы.
Интересно, что одна из пар хромосом у тетраплоидных видов — азиатская, а вторая — местная, однако когда произошло такое скрещивание, учёным установить не удалось.

### Виды
Для сельского хозяйства играют роль 4 вида хлопчатника:
Диплоидные виды:
- Gossypium herbaceum L. — Хлопчатник травянистый, или гуза, африкано-азиатский вид; широко распространён в Индии, Китае, Японии, Средней Азии, Закавказье. Это самый низкорослый, наиболее стойкий вид — культивируется дальше всех на севере, однолетний. Стебли его редко достигают 1,4 м высоты, коробочки круглые и мелкие, цветок жёлтого цвета с красным пятном внутри, семена мелкие, круглые и покрыты сверху коротким, серого цвета пушком. Волокно (хлопок) — белого цвета, самое короткое и грубое — шерстистое, как его называют.
- Gossypium arboreum L. — Хлопчатник древовидный, или индокитайский, самый высокорослый, от 4,5 до 6 м высоты, многолетний, с красными цветами, с чёрными голыми семенами и жёлтым волокном высокого качества. Цветки жёлтые. Встречаются только под тропиками.

Тетраплоидные виды:
- Gossypium barbadense L. — Хлопчатник перуанский, или барбадосский, приморский, или приморских островов. Многолетний с жёлтыми цветами, с чёрными голыми семенами и с длинным, самого высокого качества волокном, от 1,60 до 2,20 дюйма. Стебли достигают от 6 до 15 футов высоты. Длина волокон 38—44 мм. Культивируется в очень ограниченных размерах в Америке, именно почти исключительно только по берегам и островам Южной Каролины, Джорджии и Флориды. К нему же относится длинноволокнистый бурый египетский хлопчатник, но длина волокна короче (35—44 мм).
- Gossypium hirsutum L. — Хлопчатник обыкновенный, или мексиканский, или косматый, или мохнатый, или упланд (от англ. Upland); можно назвать суходольным (в противоположность приморскому). Этот вид, называемый нередко зеленосемянным или мексиканским видом, достигает до 180—210 см высоты — самый важный вид и самый распространённый и в Северной Америке, и в Средней Азии, и в Закавказье. Однолетний с белыми цветами, которые на солнце становятся розовыми, семена серые, если не зеленоваты, покрытые обильно пушком. Длина волокна в разных районах различная, в среднем 5—13 мм.

Из некоммерческих видов можно упомянуть следующие виды:
- Gossypium sturtianum (R.Br.) J.H.Willis — Хлопчатник Стёрта, или Пустынная роза Стёрта (англ. Sturt's Desert Rose) — кустарник, произрастает в Австралии, изображение цветка является эмблемой Северной территории.

## Заболевания
В течение лета, а в особенности, незадолго до начала созревания хлопчатника обыкновенно появляются различные болезни. В болезнях этих различают, главным образом, две причины: физиологические, происходящие от неправильного питания растений, или болезни, вызванные грибками и бактериями.
- Опадание листьев, вызывается грибками рода Альтернария (Alternaria): Alternaria macrospora и Alternaria alternata.
- Антракноз хлопчатника, вызывается грибком вида Colletotrichum gossypii.
- Коричневая гниль, возбудитель — грибок Thielaviopsis basicola.
- Гоммоз, вызывается бактериями Xanthomonas campestris pv. malvacearum.
- Фузариозная гниль коробочек, вызывается грибками рода Fusarium.
- Фитофтора, вызывается Phytophthora nicotianae var. parasitica.
- Белая гниль, вызывается грибком Sclerotinia sclerotiorum.

### Вредители
- Хлопковый долгоносик (Anthonomus grandis) — наиболее серьёзный вредитель хлопчатника. В конце XIX — начале XX веков огромный ущерб, причиняемый долгоносиком был причиной ряда экономических спадов в США.
- Хлопковая тля (Aphis gossypii).
- Хлопковая совка (Helicoverpa armigera) и Helicoverpa punctigera — гусеницы, причиняющие вред хлопковым побегам.
- Зелёный слепняк (Creontiades dilutus) — сосущее насекомое.
- Паутинные клещи: обыкновенный (Tetranychus urticae), а также Tetranychus ludeni и Tetranychus lambi.
- Трипсы: Табачный трипс (Thrips tabaci) и Frankliniella schultzei

## Хозяйственное значение и применение
Хлопок является сырьём для производства хлопчатобумажных тканей. Для уборки хлопчатника используют хлопкоуборочные комбайны. Кроме того, используется и традиционный ручной способ сбора.
После обработки волоски семян хлопчатника используются в медицине под названием вата (лат. Gossypium). Из семян хлопчатника получают полувысыхающее жирное хлопковое масло (Oleum Gossypii), употребляемое в пищу, реже в фармации. Для получения фенольного соединения госсипола применяются жмых семян и собранная осенью, после уборки хлопка-сырца, высушенная кора корней культивируемых видов хлопчатника (Cortex Gossypii radicis). Госсипол (1,6,7-триокси-3-метил-5-изопропил-8-нафтальдегид) — природный полифенол, обладающий химиотерапевтической активностью в отношении различных вирусов и бактерий. В Китае госсипол применяется как мужской оральный контрацептив, эффективность которого сравнима с женскими гормональными таблетками. Однако частота побочных эффектов (например, гипокалиемия) при его использовании чрезмерно велика, а у 20 % мужчин развивается необратимое бесплодие. В виде 3%-го линимента госсипол применяется при опоясывающем и пузырьковом лишае, псориазе, а в виде 0,1%-го раствора — при герпетическом кератите. Экстракт из коры корней хлопчатника обладает кровоостанавливающим действием.
Хлопковое волокно является сырьём для производства пороха.
Листья применяются как сырьё при получении лимонной и яблочной кислот.
Сухие одеревеневшие стебли хлопчатника (гузапая́) используются в Средней Азии в качестве топлива.
Растение является ценным медоносом. Хлопковый мёд светлый, и только после кристаллизации становится белым, имеет своеобразный аромат и нежный вкус. Обычно быстро кристаллизуется и тогда становится почти белым и мелкозернистым.

## Генетические модификации
Целью генетических модификаций (ГМ) хлопчатника является гербицид-толерантность (ГТ): снижение негативного воздействия гербицидов, наносящих существенный ущерб культурным растениям, а также обеспечение более эффективного контроля над сорняками. ГМ-хлопчатник требует на 80 % меньше пестицидов, чем оригинальные растения.
Второе направление модификаций — энтомоцидные, или инсект-устойчивые культуры (ИУ), обладающие устойчивостью к негативному воздействию вредных насекомых. На 2006 год такая устойчивость достигается единственным способом — внедрением гена почвенной бактерии Bacillus thuringiensis (Bt).
| Динамика внедрения ГМ-хлопчатника в США, 1996—2004 годы | Динамика внедрения ГМ-хлопчатника в США, 1996—2004 годы | Динамика внедрения ГМ-хлопчатника в США, 1996—2004 годы | Динамика внедрения ГМ-хлопчатника в США, 1996—2004 годы | Динамика внедрения ГМ-хлопчатника в США, 1996—2004 годы | Динамика внедрения ГМ-хлопчатника в США, 1996—2004 годы | Динамика внедрения ГМ-хлопчатника в США, 1996—2004 годы | Динамика внедрения ГМ-хлопчатника в США, 1996—2004 годы | Динамика внедрения ГМ-хлопчатника в США, 1996—2004 годы | Динамика внедрения ГМ-хлопчатника в США, 1996—2004 годы |
|                                                         | 1996                                                    | 1997                                                    | 1998                                                    | 1999                                                    | 2000                                                    | 2001                                                    | 2002                                                    | 2003                                                    | 2004                                                    |
| ------------------------------------------------------- | ------------------------------------------------------- | ------------------------------------------------------- | ------------------------------------------------------- | ------------------------------------------------------- | ------------------------------------------------------- | ------------------------------------------------------- | ------------------------------------------------------- | ------------------------------------------------------- | ------------------------------------------------------- |
| ГТ-сорта, %                                             | 2                                                       | 11                                                      | 26                                                      | 42                                                      | 26                                                      | 32                                                      | 36                                                      | 32                                                      | 30                                                      |
| ИУ-сорта, %                                             | 15                                                      | 15                                                      | 17                                                      | 32                                                      | 15                                                      | 13                                                      | 13                                                      | 14                                                      | 16                                                      |
| ГТ/ИУ-сорта, %                                          | -                                                       | -                                                       | -                                                       | -                                                       | 20                                                      | 24                                                      | 22                                                      | 27                                                      | 30                                                      |
| Всего под ГМ-сортами, %                                 | 17                                                      | 26                                                      | 43                                                      | 74                                                      | 61                                                      | 69                                                      | 71                                                      | 73                                                      | 76                                                      |
| Общая площадь, млн га                                   | 5,9                                                     | 5,6                                                     | 5,4                                                     | 6,0                                                     | 6,3                                                     | 6,4                                                     | 5,6                                                     | 5,6                                                     | 5,5                                                     |

По сведениям ISAAA (англ. International Service for the Acquisition of Agri-Biotech Applications), в 2002 году суммарная мировая площадь возделывания ГМ-хлопчатника составила 67 000 км², то есть около 20 % от общей площади посевов хлопчатника. Доля хлопка, произведённого из ГМ-хлопчатника в США, в 2003 году достигала 73 %.
Первоначальная попытка введения ГМ-хлопчатника в Австралии обернулась коммерческим провалом — прибыли оказались гораздо ниже предполагаемых, а плантации оказались переопылёнными с другими разновидностями хлопчатника. Тем не менее, введение второй разновидности ГМ-хлопчатника привело к тому, что доля посевов ГМ-хлопчатника в Австралии выросла с 15 % в 2003 году до 80 % в 2004-м.

## В геральдике
Хлопчатник изображён на гербах Узбекистана, Таджикистана, Туркменистана, Кыргызстана, Индонезии, Северной Македонии, Танзании, Уганды, а также Сент-Винсента и Гренадин, на эмблемах Пакистана и Анголы.
Кроме того, хлопок изображён на гербах некоторых регионов разных стран, городов и муниципалитетов, некоторых династий и организаций.